# Саурис ди Сото
Саурис ди Сото (итал. Sauris di Sotto) је насеље у Италији у округу Удине, региону Фурланија-Јулијска крајина.
Према процени из 2011. у насељу је живело 161 становника. Насеље се налази на надморској висини од 1202 м.

## Становништво
Према резултатима пописа становништва 2011. у општини је живело 419 становника.
| 1936. | 1951. | 1961. | 1971. | 1981. | 1991. | 2001. | 2011. |
| ----- | ----- | ----- | ----- | ----- | ----- | ----- | ----- |
| 813   | 885   | 738   | 577   | 463   | 466   | 414   | 419   |